# Willdenowia teres
Willdenowia teres là một loài thực vật có hoa trong họ Restionaceae. Loài này được Thunb. miêu tả khoa học đầu tiên năm 1790.